# Motrio
Motrio est une marque de pièces automobiles multimarques créée par Renault en 1998 pour proposer une gamme alternative à sa pièce de rechange d’origine. En 2003, elle est également devenue un réseau de réparation multimarques.

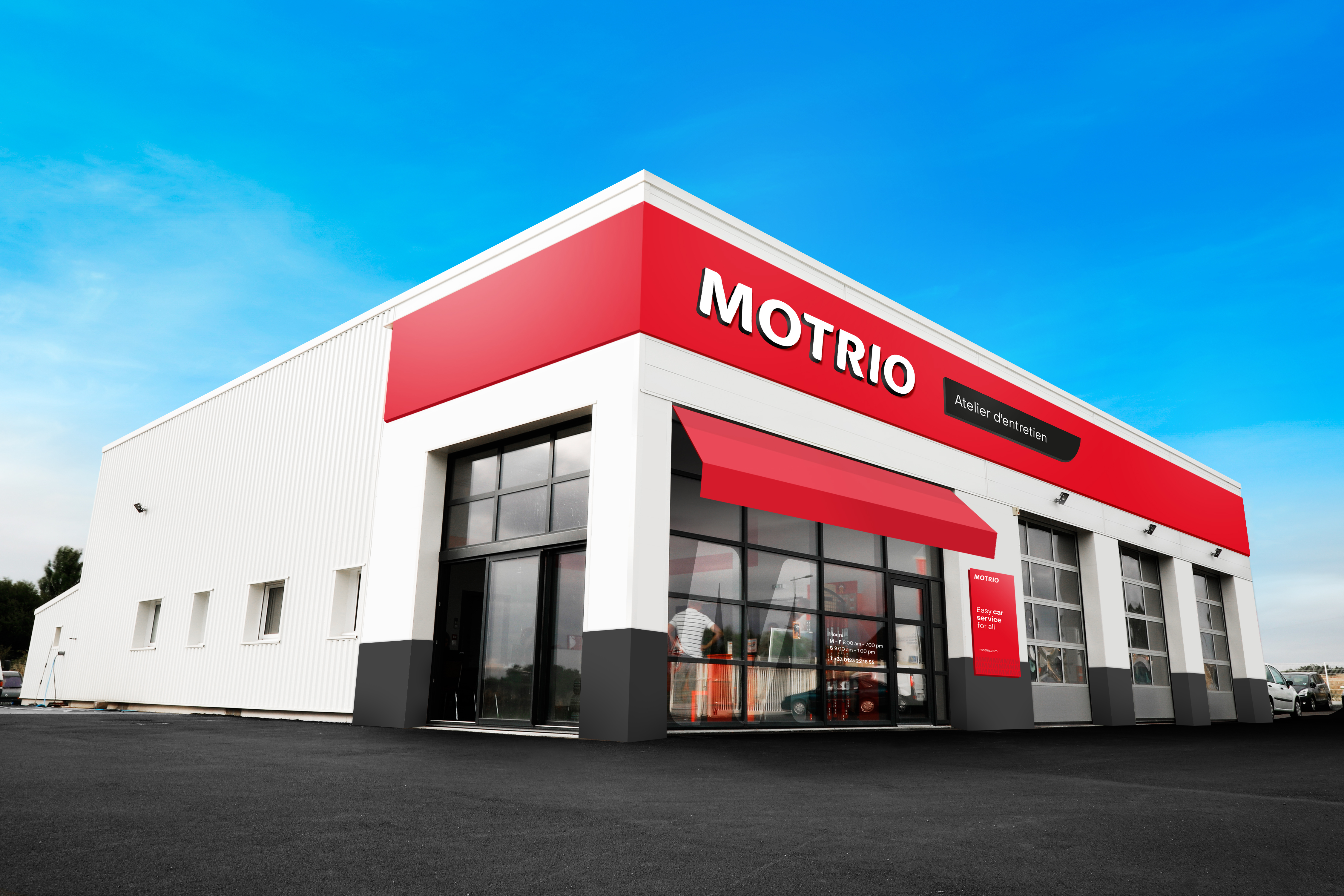
Garage Motrio

Motrio a été créé par Renault en 1998 dans le but de reconquérir les parts de marchés perdues au détriment des revendeurs et des réparateurs toutes marques. La marque a commencé en France et en Italie, avant d’étendre ses activités en Allemagne (1999), en Espagne et au Portugal (2000).
Lors d'Autopromotec 2022, Renault Italia et son réseau ont remporté le Trophée d'Excellence du GIPA dans la catégorie "Satisfaction du réseau OES" pour les marques généralistes.

## Logos

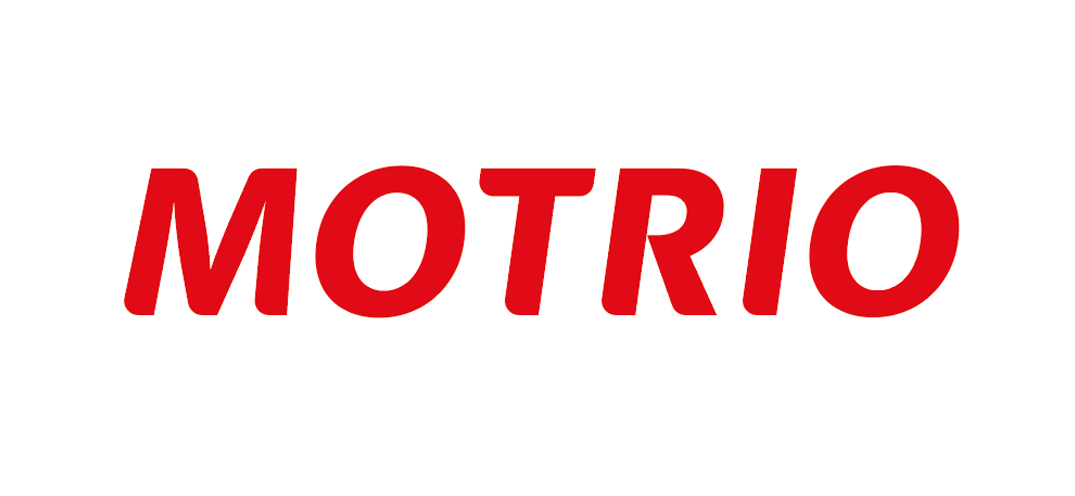
2022 - Logo actuel
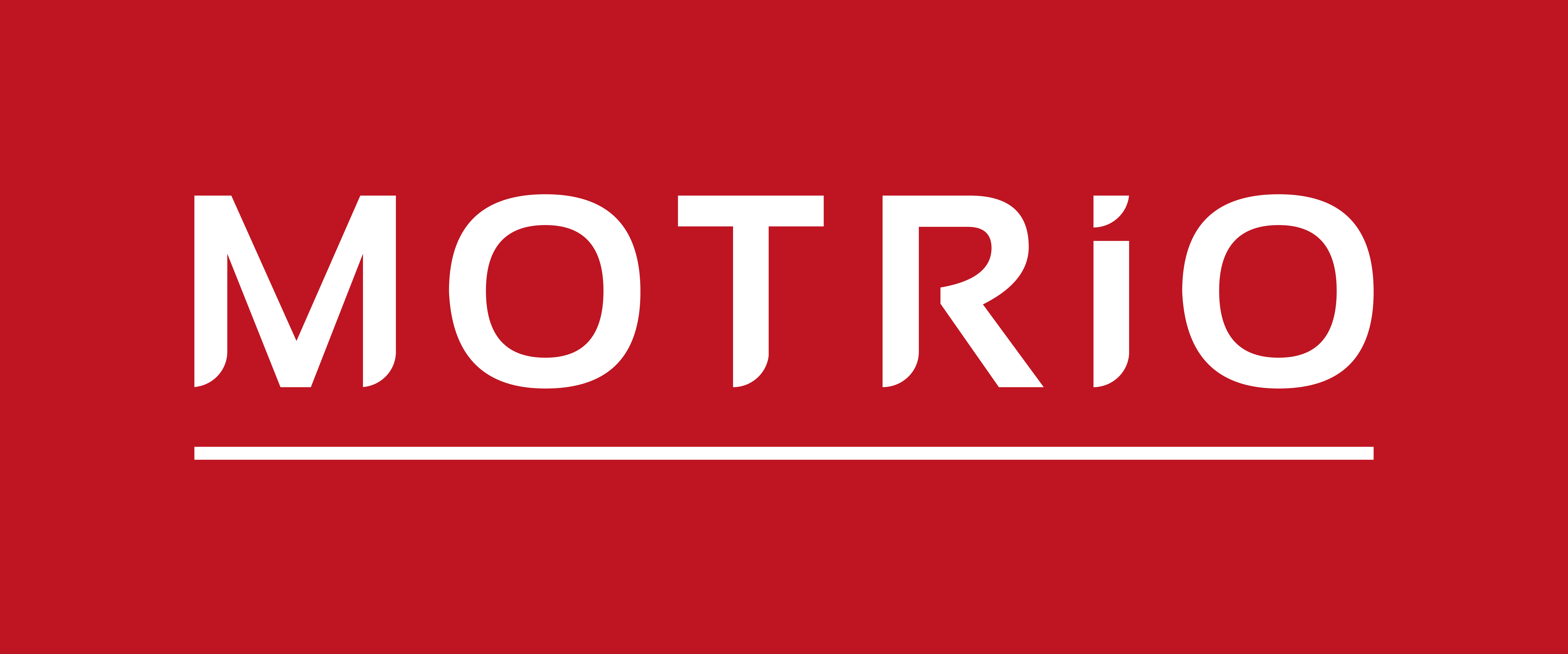
De 2017 à 2022
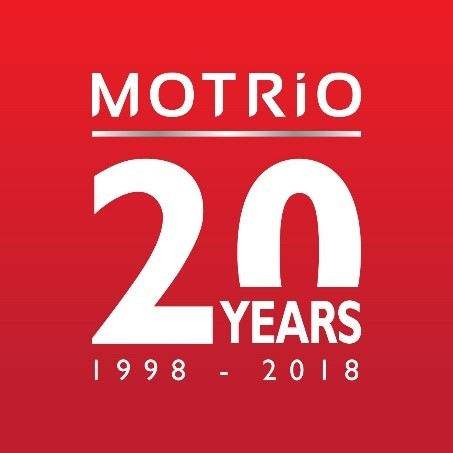
2018 - Logo de célébration
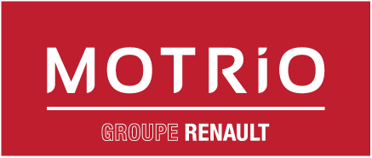
Dal 2003 al 2017
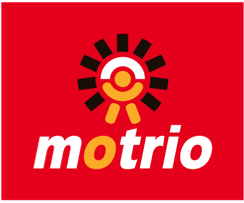
De 1998 à 2003